# 阿馬扎爾河
阿馬扎爾河（羅馬化：Reka Amazar）是俄羅斯的河流，屬於黑龍江的左支流，由外貝加爾邊疆區負責管轄，河道全長290公里，流域面積11,100平方公里，每年十月至翌年五月結冰。
俄罗斯主流历史界认为该河流为1689年签订的《中俄尼布楚条约》中的界河格尔必齐河，不过中国历史学界更多认为该河流是清朝时期的大格尔必齐河（安巴格尔必齐）。